# 膜性腎症
膜性腎症（まくせいじんしょう、Membranous nephropathy：MN、Membranous glomerulonephropathy：MGN）とは、成人のネフローゼ症候群の原因として代表的な慢性糸球体腎炎。膜性糸球体腎炎とも呼ばれる。

## 疫学
成人のネフローゼ症候群の一定数（3～8割）を占める。ネフローゼでない例や治療されていない例も含めると、正確な患者数は不明である。男性にやや多く、40～70歳に好発する。

## 病因・機序

免疫複合体（黒）はスパイクドーム状に肥厚した基底膜に付着する（電子顕微鏡による観察）。

腎臓の糸球体基底膜の上皮直下に顆粒状に広く分布する免疫複合体が特徴であり、この免疫複合体の形成・沈着に伴う一連の免疫の異常が主たる機序と想定されている。具体的には、全身を循環している免疫複合体が腎に移動・沈着するという説と、上皮基底膜にある何らかの抗原に対して抗体がin situで結合するという説とに二分されるほか、免疫複合体よりもむしろ補体の沈着が組織障害の主因であることを示す実験もある。

原発性膜性腎症の70%以上が内因性抗原であるホスホリパーゼA2受容体(phospholipase A2 receptor：PLA2R)に対するIgG4型抗体によって発症することが解明された。

## 臨床像
足や目の周りの浮腫や体重の増加、尿の泡だち、疲労感などで発症することが多い。IgA腎症で見られるような肉眼的血尿は稀である。高血圧も比較的に少ない。基本的に病気の進行は緩徐であり、ほとんど無症状だったり、寛解と増悪を自然に繰り返したりもする。成人検診での蛋白尿陽性を経て、初めて診断されることもある。また、明らかな病因がある二次性の膜性腎症と、それらが特定できない一次性の膜性腎症とに分けられる。二次性の原因には、悪性腫瘍（膜性腎症全体のおよそ5-20%）、B型肝炎ウイルス・マラリア等の感染、全身性エリテマトーデス（ループス腎炎WHO class V）、D-ペニシラミン・金製剤・ブシラミン・非ステロイド性抗炎症鎮痛薬など特定の薬剤使用が含まれる。二次性の場合は、原則として、原因を除去・治療できれば腎症も治癒する。

## 検査
- 腎生検
  - 光学顕微鏡：進行度に応じて糸球体基底膜のさまざまな肥厚が見られる。蛍光抗体法では肥厚した基底膜の上皮側に顆粒状かつびまん状にIgG陽性の免疫複合体と補体の沈着が見られる。
  - 電子顕微鏡：糸球体基底膜上皮に沈着物（electron dense deposit）が付着している。

### 悪性腫瘍のスクリーニング
二次性膜性腎症の原因にあるように、本症の一部は腫瘍随伴症候群である。もし悪性腫瘍があるにもかかわらずそれを発見できないうちに膜性腎症に対して下記のステロイド治療を開始してしまうと、自己免疫力の低下を介して悪性腫瘍の成長を促す危険がある。したがって、膜性腎症の診断～治療開始にあたっては、悪性腫瘍があるかどうか内視鏡やCTなど入念な検査を行う。

## 診断
正確な診断は腎生検に基づく。ただし、明らかな二次性膜性腎症は、患者背景、経過などから見当がつく。

## 治療
食事療法塩分制限と低タンパク食。後者は本症に限らず慢性腎臓病治療の一環として広く行われているが、その指導は施設・担当医間で大きくことなる。
薬物療法予後のよさそうな例では経過観察、そうでない例では副腎皮質ステロイド薬が使われる。施設によってはシクロスポリン（ステロイド剤と併用されることもある）や免疫グロブリンも選択される。海外ではステロイドを単独で使用することは稀であり、腎予後が悲観的でかつ副作用の危険が少ない一部の例に対しては、ステロイド剤にシクロホスファミドやクロラムブチルが併用される。これは、1990年前後のカナダ・イギリスにおける複数の研究で、膜性腎症に対するステロイド剤単独使用の効果が否定された影響が大きい。また、ACE阻害剤・ARBは膜性腎症に限らず、蛋白尿が陽性の場合にはその減少効果や腎不全の遅延効果が裏付けられている。

## 予後
進行が非常に緩慢であるため長期的に自然寛解する症例も少なくない。10年以内に腎不全に至る患者の割合は、欧米の統計によれば10～35％であるのに対し、国内の報告ではせいぜい10%である。しかし、ネフローゼを呈している場合は、国内でも20年間で40%が腎不全になる。予後が心配される条件には、ネフローゼのような大量の蛋白尿、男性、60歳以上での初発、クレアチニンの上昇、腎生検での糸球体硬化や尿細管間質の病変などがある。